# 星空下的黑潮島嶼
《星空下的黑潮島嶼》（英語：Black Tide Island），臺灣電視劇集，由羅亦娌、湯昇榮、鄭凱駿三位製作人共同製作，王傳宗導演執導，王識賢、黃河、曹佑寧、吳念軒、夏騰宏等領銜主演。該劇於台南岸內影視基地耗資新臺幣六千萬元搭景，重現當時的綠島新生訓導處實景拍攝。客家電視台於2025年3月30日首播，Hami Video網路獨家首播。

## 劇情大綱
1950年代，一群因思想與當局不同，而被羅織罪名移送綠島囚禁的年輕醫師在綠島成立醫務所，這些被稱為「新生」的犯人不只醫生，還有農民、藝術家、老師、學生等各種身分階級，唯一的共通點，是要在這嚴苛的環境生存下去。他們的身軀及命運被囚禁在黑潮環繞的孤島改變。

## 演員列表

### 主要演員
| 演員   | 角色   | 介紹 |
| 王識賢 | 鍾富源 | 內科醫師/總編，44歲，大溪，河洛人，臺大內科醫生兼醫學系教授、刊物編輯、詩人，第一大隊第三中隊第一分隊第一班。 |
| 黃河   | 羅有德 | 外科醫生，27歲，苗栗獅潭客家人，臺大外科主任，第一大隊第三中隊第一分隊第一班。                                |
| 曹佑寧 | 柳朝琴 | 攝影師，22歲，臺北大稻埕人，半客半河洛，繪畫、業餘攝影師，第一大隊第三中隊第一分隊第一班。                    |
| 吳念軒 | 邱永貴 | 農家子弟，19歲，苗栗獅潭客家人，第一大隊第三中隊第一分隊第一班，擔任第三中隊伙食委員。                        |
| 夏騰宏 | 李木雄 | 婦產科醫生，31歲，臺南，河洛人，臺大婦科主治，第一大隊第三中隊第一分隊第一班。                                |

### 其他演員
- 黃少祺 飾 趙任寧
- 湯志偉 飾 蕭定元
- 黃奇斌 飾 陳學文
- 楊傑宇 飾 丁小六
- 徐裕傑 飾 楊清文
- 鍾政均 飾 何劍
- 洪毓璟 飾 古阿財
- 曾少宗 飾 徐家文
- 温慶禹 飾 四眼胡
- 劉承恩 飾 王章
- 高英軒 飾 魏啟揚
- 王自強 飾 李迪
- 邱昊奇 飾 黃幹事
- 段鈞豪 飾 胡昊
- 吳岳擎 飾 吳寧
- 李元太 飾 薛少將
- 韓寧 飾 羅陳里香
- 陳孝萱 飾 朝琴母
- 蔡亘晏 飾 蕭夫人
- 朱芷瑩 飾 美代
- 黃姵嘉 飾 櫻子
- 許富凱 飾 阿平
- 徐灝翔 飾 林船長
- 楊易儒 飾 青枝
- 黃采儀 飾 鄉長夫人
- 游安順 飾 田鄉長
- 睦媄 飾 田臨月
- 吳至璿 飾 鍾廣仁
- 李祐誠 飾 曹大哥
- 趙文駿 飾 高佬
- 連心蕾 飾 羅芳宜(有德之女）
- 許展榮 飾 電波中隊
- 周詠軒 飾 柳朝進

## 製作
2018年，導演王傳宗在網路上閱讀作家米果發表的專欄〈曾經，火燒島有最強的醫務室〉，文中提及1950年代綠島新生訓導處中遭囚禁的政治犯醫師及其專業背景、當時提供的醫療服務體系，以及政治受難者蘇友鵬逝世的消息。該文啟發王傳宗及編劇團隊投入相關歷史題材的研究與劇本開發，並展開田野調查，在資料蒐集過程中，除參考了政治受難者顏世鴻的自傳《青島東路三號》，亦訪談多位白色恐怖時期的政治受難者，包括胡子丹、蔡焜霖、張常美與蘇玉鑑等人。2018年，該劇以《綠島先生》為題入選公共電視首屆戲劇孵育計畫，後於2020年修正為8集劇本，或獲文化部109年度電視節目製作補助案，新台幣2000萬輔導金的補助。，惟因題材敏感與執行難度高，投資方產生疑慮，導致資金撤回，專案亦陷入停滯。
2022年，客家電視台決定承接該拍攝計畫，並投入資金重啟製作。劇名亦更名《星空下的黑潮島嶼》。團隊於2023年3月展開場景丈量與搭景作業，進入拍攝前置階段。

### 拍攝
《星空下的黑潮島嶼》正式開拍前，政治受難者蔡焜霖於2023年9月3日辭世，劇組因而於9月26日參與其公祭。並於翌日正式開拍該劇。在拍攝過程中則邀請蘇上豪、杜承哲、薛雅蓮、劉宗瑀等團隊擔任醫療顧問，就歷史時期可能發生的病症與手術進行考證與討論。劇中共設計約八場手術場景，導演王傳宗與演員及助理導演共同參與演練與拍攝。
拍攝地點遍布臺灣多地，新生首次抵達綠島與開採硓𥑮石的場面於墾丁取景；碉堡與燕子洞的場景於綠島實地拍攝；火燒軍營的夢境場面於高雄市拍攝；流麻溝段落則選於宜蘭縣拍攝。該劇的主場景綠島新生訓導處及居民區則於台南市岸內影視基地搭景。因基地原有的《斯卡羅》場景時代背景不符，無法直接沿用，劇組採用綠幕搭配後期製作，總計使用約1,500顆特效鏡頭進行數位合成。
為呈現當時受難者多元的地域與語言背景，劇中使用多種語言，包括中文、閩南語、日語及客語。客語部分涵蓋四縣腔、海陸腔與梅縣腔，外省籍人物亦呈現上海、山東、北京、江浙及四川等方言。劇本則使用顏色區分語言與腔調，拍攝現場另設語言指導，以確保發音與語調的準確性。
本劇於2025年3月20日舉辦開播記者會。

### 政治爭議
2025年1月16日，中國國民黨立法委員徐欣瑩於立法院審查客家委員會「客家傳播行銷暨藝文推展計畫」預算時，指出《星空下的黑潮島嶼》與影視作品《1977年的那張照片》（後更名為《那張照片裡的我們》）雖包含客語對白，但對客家文化呈現不足，因此主張凍結該計畫預算共計新臺幣4億元。翌日，導演王傳宗於個人社群平台發表聲明，表達對此決議的抗議。

## 播出時間

### 首播
| 頻道/平台            | 所在地 | 播映日期      | 播出時間       |
| -------------------- | ------ | ------------- | -------------- |
| 客家電視、Hami Video | 臺灣   | 2025年3月30日 | 每週日晚間9點  |
| 台視                 | 臺灣   | 2025年4月5日  | 每週六晚間10點 |

## 外部連結
- 客家電視台官方網站 （页面存档备份，存于）
- 星空下的黑潮島嶼的Facebook專頁
- 客家電視YouTube頻道 （页面存档备份，存于）